# Ohain
Ohain ist eine französische Gemeinde im Département Nord in der Region Hauts-de-France. Sie gehört zum Kanton Fourmies im Arrondissement Avesnes-sur-Helpe.

## Lage
Die Gemeinde Ohain liegt im Regionalen Naturpark Avesnois an der Grenze zu Belgien, 14 Kilometer nördlich von Hirson. An der belgischen Grenze entspringt die Helpe Majeure und markiert die östliche Gemeindegrenze von Ohain. Sie grenzt im Westen und im Norden an Trélon, im Nordosten an Wallers-en-Fagne, im Osten an Momignies (Belgien) und im Süden an Anor.

## Bevölkerungsentwicklung
| Jahr                       | 1962 | 1968 | 1975 | 1982 | 1990 | 1999 | 2009 | 2020 |
| Einwohner                  | 1121 | 1114 | 1177 | 1176 | 1153 | 1184 | 1289 | 1193 |
| Quellen: Cassini und INSEE |      |      |      |      |      |      |      |      |

## Sehenswürdigkeiten
- Kirche Saint-Martin mit einem Kreuzweg
- Gefallenendenkmal
- zahlreiche Oratorien

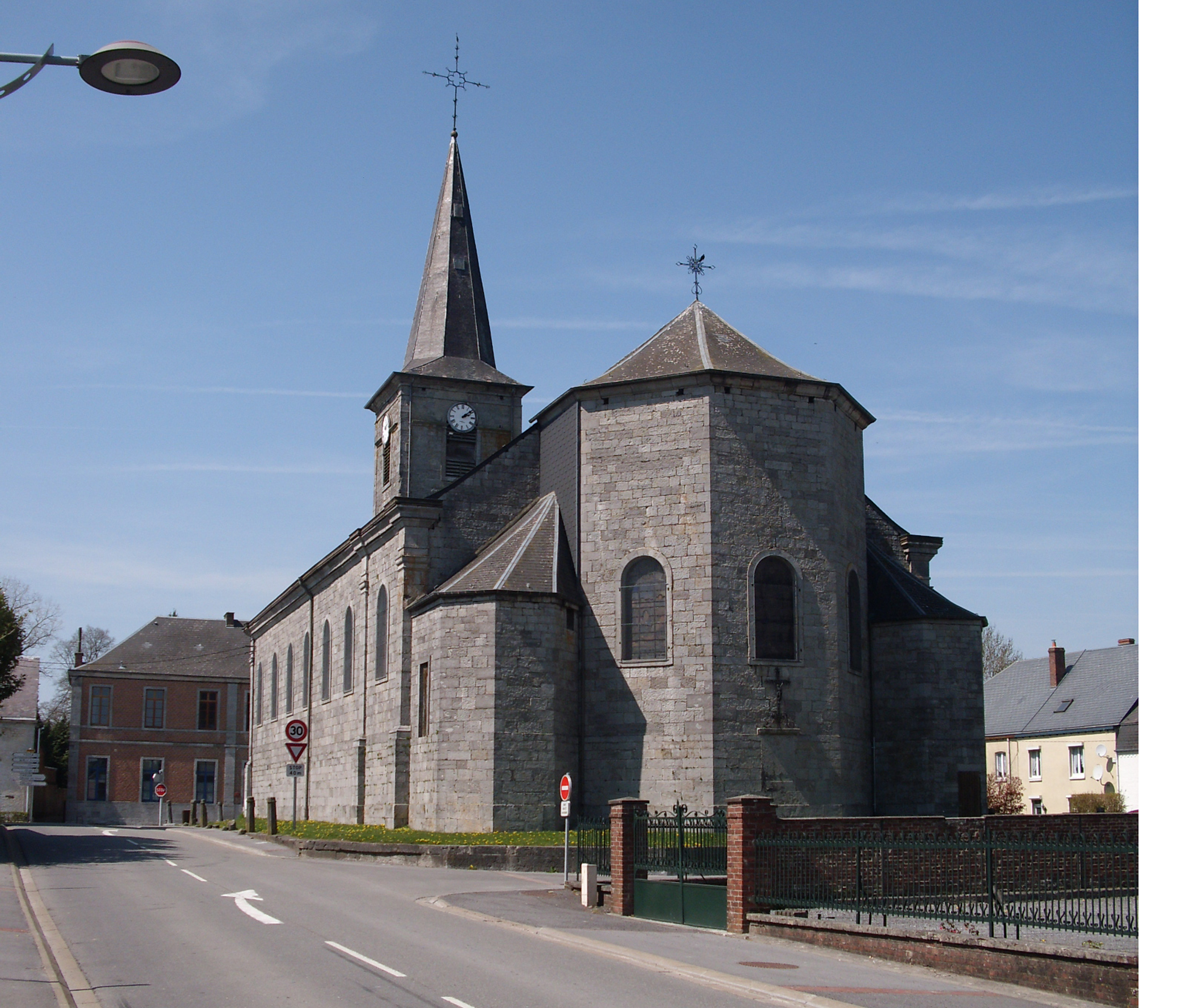
Kirche Saint-Martin
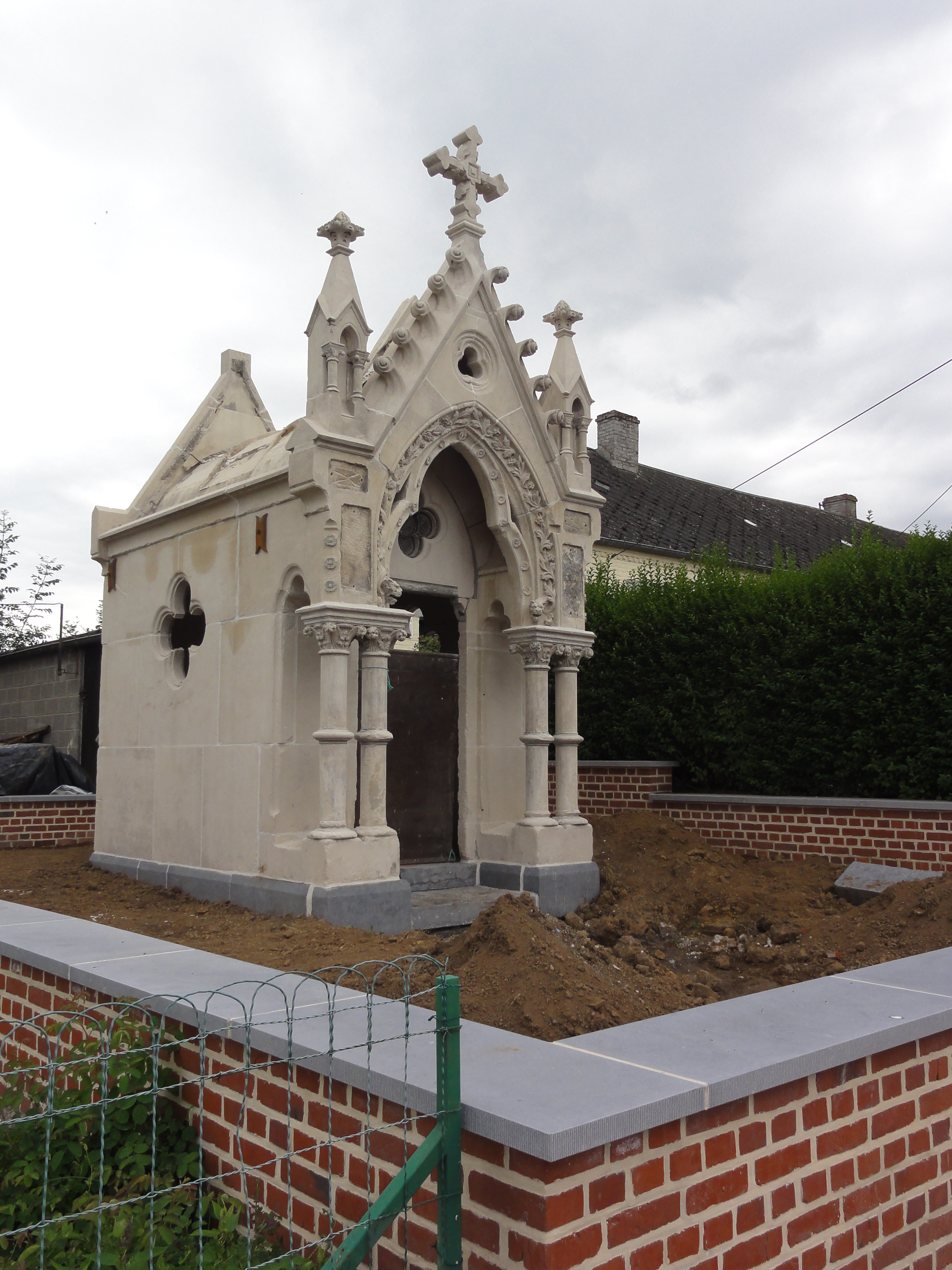
Kapelle Saint-Georges und Saint-Antoine
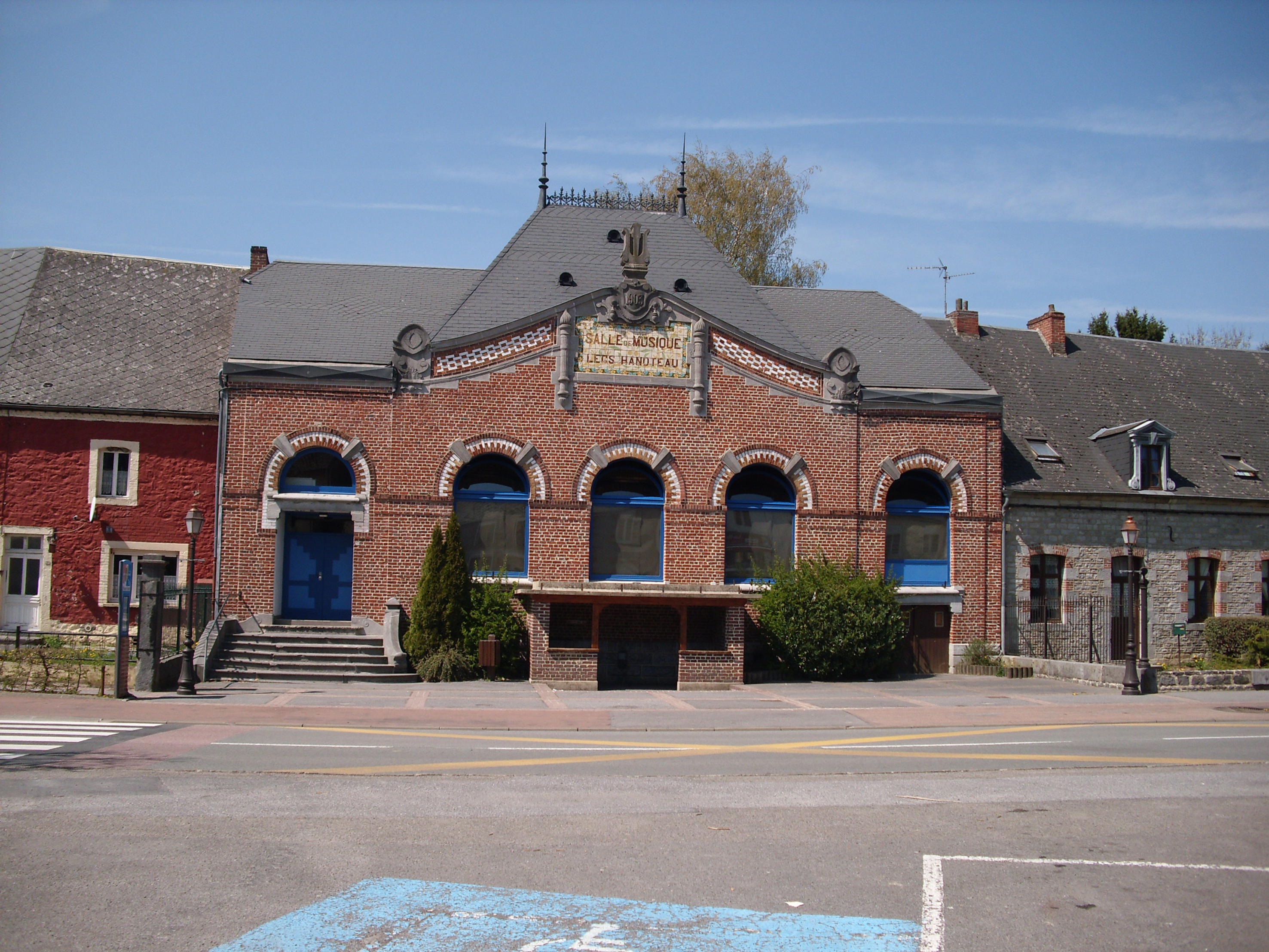
Musikhalle
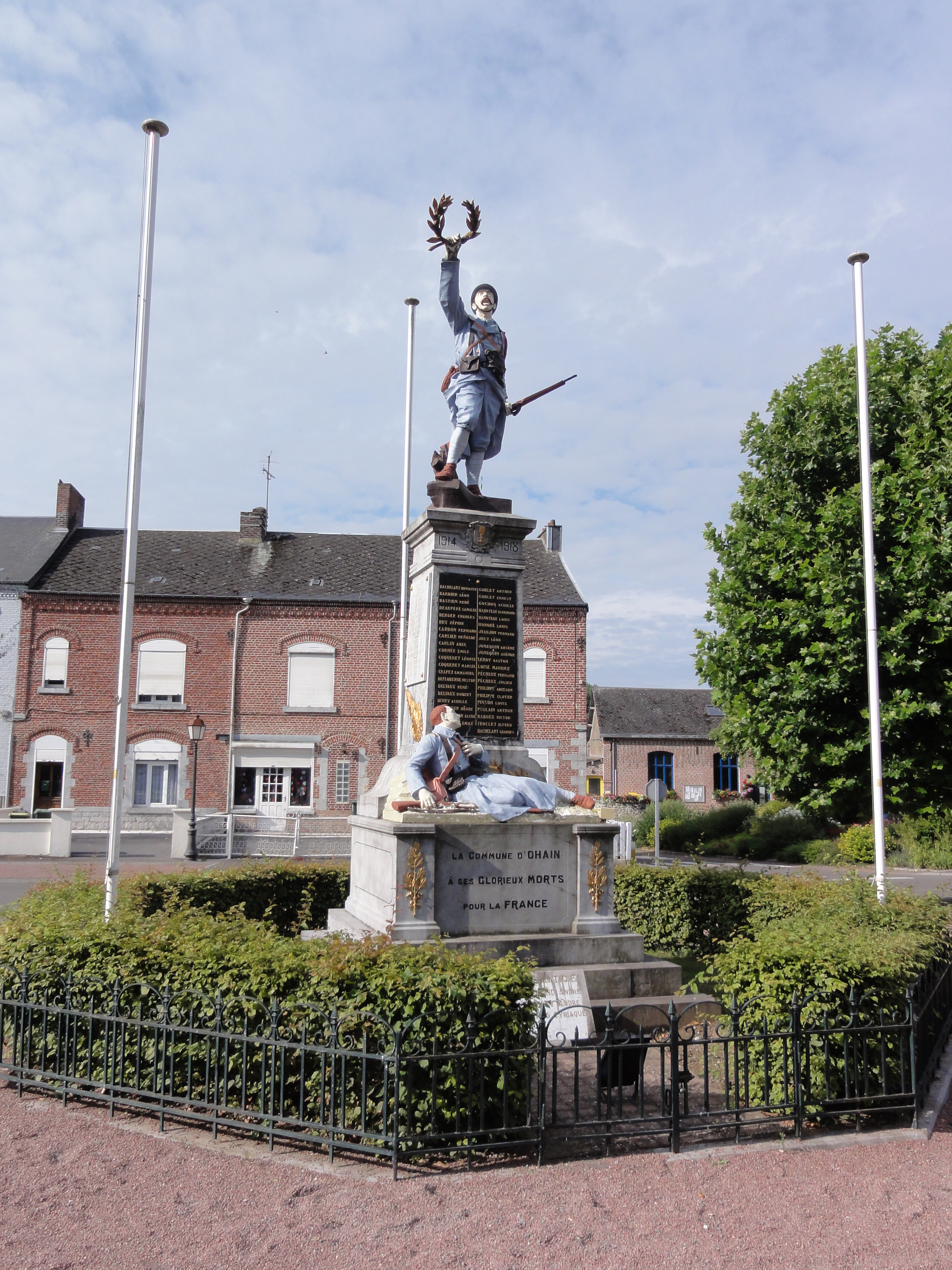
Gefallenendenkmal

## Persönlichkeiten
- Christophe Rossignon (* 1959), Schauspieler, Filmproduzent, Co-Produzent und Produzent